# Eurocopter EC130
L'Eurocopter EC130 è un elicottero leggero utility monoturbina con rotore tripala prodotto dal gruppo francese Eurocopter.
Sviluppato dal precedente AS350 Écureuil alla fine degli anni novanta, se ne differenzia essenzialmente per l'adozione del fenestron come sistema anticoppia al posto del tradizionale rotore di coda adottato dal suo predecessore.

## Storia

### Sviluppo
Alla fine degli anni novanta l'Eurocopter decise di rinnovare la propria gamma di elicotteri leggeri introducendo un nuovo modello. Fino ad allora la fascia di mercato era occupata dal AS350 Écureuil, un progetto che risaliva agli anni settanta e che seppure era stato costantemente aggiornato agli standard qualitativi necessitava di un'ulteriore evoluzione per rispondere alle esigenze di mercato in risposta ai modelli proposti dalla concorrenza.
Il nuovo progetto, designato EC130, prevedeva di introdurre il fenestron, il dispositivo anticoppia progettato per diminuire l'inquinamento sonoro ed aumentare la sicurezza del personale a terra, unito a una diversa cellula che consentisse una maggiore abitabilità interna.
Il prototipo venne portato in volo per la prima volta il 24 giugno 1999 confermando le aspettative riposte nella sua progettazione.
Il nuovo modello venne introdotto sul mercato nel 2001 e proposto come elicottero da trasporto civile e, attrezzato opportunamente, come eliambulanza e destinato alle forze di polizia.

## Versioni
EC130 B4 (standard)
versione base da 1 pilota più 6 passeggeri, 2 nella fila anteriore alla destra del posto di pilotaggio più 4 posteriori.
EC130 B4 (medium density)
versione da 1 pilota più 7 passeggeri.

## Utilizzatori
(lista parziale)

### Civili
Italia
- Volitaly

 Stati Uniti
- Maverick Helicopters

opera con 21 EC130 B4

### Governativi
Canada
- Ministero delle risorse naturali dell'Ontario [1]

 Stati Uniti
- Ufficio dello sceriffo di Broward County

opera con un EC130 B4.
- Dipartimento della polizia di Long Beach

opera con due EC130 B4.